# Ádám Szalai
Ádám Szalai (nascut el 9 de desembre 1987) és un jugador professional de futbol hongarès que juga al 1899 Hoffenheim a Alemanya.
El 31 de maig de 2016 es va anunciar que el seleccionador Bernd Storck l'havia inclòs en l'equip definitiu d'Hongria per disputar l'Eurocopa 2016.